# Pleostigma xenochaeta
Pleostigma xenochaeta är en svampart som först beskrevs av Penz. & Sacc., och fick sitt nu gällande namn av Wilhelm Kirschstein 1939. Pleostigma xenochaeta ingår i släktet Pleostigma, ordningen Dothideales, klassen Dothideomycetes, divisionen sporsäcksvampar och riket svampar.   Inga underarter finns listade i Catalogue of Life.